# Том Брок
Том Брок —  влиятельный род хофтлингов (вождей) из Восточной Фризии, происходил из Нордерланда. Среди кланов фризских вождей том Броки со второй половины XIV века пытались доминировать в Восточной Фризии. Род том Брок прекратил своё существование в 1435 году.

## Взлёт и падение
Самым ранним исторически доказанным представителем рода является Кено Кенесна, который в 1309 году был одним из трёх консулов и судей Нордерланда. Первоначально владения рода в Брокмерланде были, вероятно, не очень большими. Потомки уже около 1347 года владели правлением суда в приходах Уттума и Вискварда, и род был одним из самых влиятельных в Эмсигерланде и Нордерланде. В Брокмерланде том Броки осуществляли судебную должность в Энгерхафе. Внук Кено, Кено Хилмерисна, в конечном итоге был избран хофтлингом Брокмерланда. Он был первым, кто назвал себя том Броком. В 1361 году он возглавил ополчение против Эдо Вимкена-старшего, а в 1371 году впервые стал хофтлингом Брокмерланда. Кроме того, он был одним из ежегодно избираемых четырёх консулов Нордерланда.
Сын Кено Окко I (приблизительно 1345—1391) был посвящён в рыцари при дворе Неаполя и расширил свои владения вокруг Нордерланда. В 1379 году был захвачен Эмсигерланд к северу от Эмдена, а также Харлингерланд и Аурихерланд. В последующие годы Аурихерланд с его замком в Аурихе стал центром владений тома Броков. В 1381 году Окко I предложил баварскому герцогу Альбрехту, как графу Голландии, свои владения в качестве лена. В этом восточные фризы усмотрели попрание фризской свободы, и Окко I был убит перед своим замком в Аурихе.
Вдова Окко, Кваде Фёлке, взяла на себя регентство над незаконнорожденным сыном Окко Видцельдом. Но после того, как он получил правление в свои руки, он пригласил виталийских братьев под руководством Клауса Штёртебекера и предложил им убежище в Восточной Фризии. Видцельд скончался в 1399 году в церкви Детерна от пожара, подстроенного воинами архиепископа Бременского, графа Ольденбургского и их прочих союзников. После этого Ганза начала действия против виталийских братьев в 1400 году.
В 1400 году Ганза вынудила преемника Видцельда Кено II отказаться от союза с пиратами. Кено победил в 1413 году вождя Эмдена Хиско Абдену, в 1415 году он расширил свои владения и на западе Фрисландии.
Сын Кено Окко II унаследовал такие большие территории, что мог назвать себя хофтлингом Восточной Фризии. Он укрепил свою власть в Западной Фризии и Эмдене в 1421/22 годах совместной победой с союзным с ним хофтлингом Фокко Укеной. Впоследствии, однако, между Фокко Укеной и Окко том Броком возникли споры, которые привели к открытой войне. После первой победы Фокко Укены над Окко II в Детерне в 1426 г. Фокко вступил в союз с епископом Мюнстера и многочисленными вождями восточнофризских земель против ограниченного одним Брокмерландом Окко и окончательно разбил его 28 октября на Диких полях между Ольдеборгом и Мариенхафе. Он был доставлен в Лер и содержался под стражей в течение четырёх лет. В 1435 году, потеряв всякую власть, он умер в Нордене как последний представитель своего рода.